# Anaperus biaculeatus
Anaperus biaculeatus är en plattmaskart som beskrevs av Boguta 1970. Anaperus biaculeatus ingår i släktet Anaperus och familjen Anaperidae. Inga underarter finns listade i Catalogue of Life.